# Soendaboog

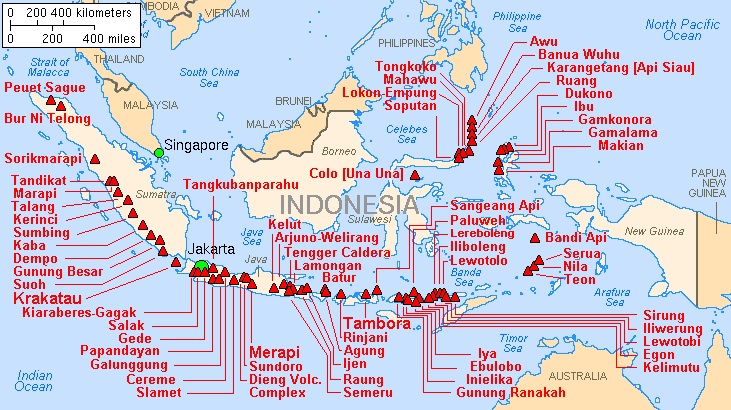
Kaart met vulkanen in Indonesië

De Soendaboog is een vulkanische boog die bestaat uit de eilanden Sumatra, Java, Straat Soenda en de Kleine Soenda-eilanden. Een vulkaanketen vormt de topografische ruggengraat van deze eilanden. De Soendaboog markeert een actieve convergente plaatgrens tussen de oostelijke Euraziatische platen – met name de Soendaplaat en Birmaplaat – waartoe Indonesië behoort, en de Indische en Australische Plaat die samen de mariene bodem vormen van de Indische Oceaan en de Golf van Bengalen. De Soendaboog vertoont alle typische geodinamische kenmerken van een vulkanische eilandboog.
Langs de Soendaboog vindt subductie plaats van de Indo-Australische Plaat onder de Soendaplaat en Birmaplaat. De tektonische vervorming langs deze subductiezone in de  Soendatrog (ook wel Javatrog) genoemd), lag ten grondslag aan de zware zeebeving in de Indische Oceaan van 2004, die een verwoestende tsunami teweegbracht.